# Грудна порожнина

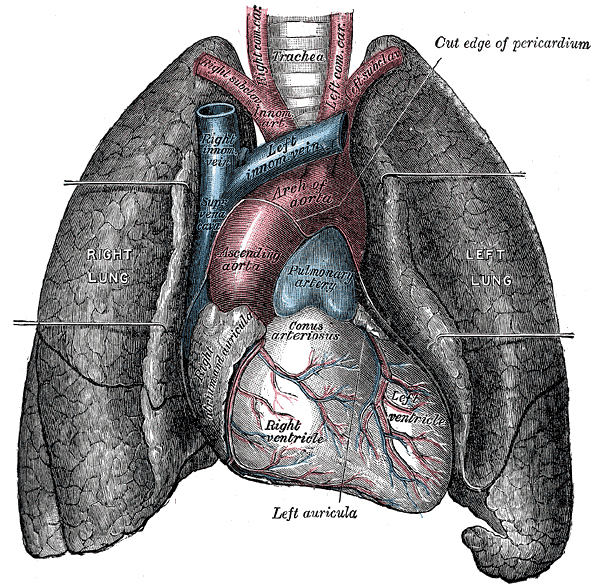
Органи грудної порожнини

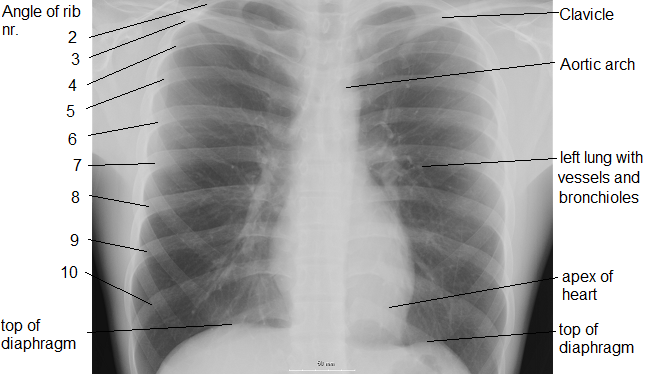
Рентгенограма органів грудної порожнини

Грудна́ порожни́на (лат. cavum thoracis) — анатомічний простір, обмежений внутрішньою поверхнею грудної клітки і верхньою поверхнею діафрагми. Стінки грудної порожнини вистилає внутрішньогруднна фасція (лат. fascia endothoracica). Центральні відділи грудної порожнини зайняті середостінням, з боків від якого розташовані легені. Легені з усіх боків оточені щілинними плевральними порожнинами, сформованими вісцеральним (внутрішним) і парієтальним (зовнішнім) листками плеври.
Також грудна порожнина символізує місце, де зосереджені душевні переживання.